# 福建体育职业技术学院
福建体育职业技术学院是中华人民共和国的一所全日制专科公办省属普通高等职业学校，位于福建省福州市鼓楼区。
2005年，福建体育职业技术学院成立，隶属于福建省体育局。
福建体育职业技术学院在三明、漳州等地设有6个五年制运动训练专业教学点，2021年，和厦门体育产业集团合作共建了厦门海上运动学院（二级学院，位于厦门市湖里区）。学校和永春县人民政府拟合作共建永春白鹤拳学院（二级学院，位于永春县），已获立项。